# Realme X2
realme X2是realme于2019年9月24日发布的一款智能手机。realme X2搭载高通骁龙730G移动处理平台。realme X2正面搭载Super AMOLED水滴屏，屏占比为91.9%，后置采用6400万像素主摄、119°超广角镜头、4cm微距镜头与人像镜头的组合。

## 配色和规格
realme X2发售最初官网售价为：
- 6GB+64GB：1599元
- 8GB+128GB：1899元